# Tatra T2
De T2 is een tram gebouwd door de Tsjechoslowaakse tramproducent Tatra. De T2 is het resultaat van de verdere ontwikkeling van de T1.

## Algemeen
Van de T2 werden in 1955 twee prototypes gebouwd, de 6001 en de 6002. In 1958 kwam de seriebouw op gang. Het verschil met de T1 lag hem in de langere, bredere en robuustere kast. Zijn breedte was de reden waarom de T2 nooit gereden heeft op het Praagse tramnet (uitgezonderd proeven). De T2 is verkocht aan vrijwel alle Tsjechoslovaakse trambedrijven, uitgezonderd Praag en Jablonec. Buiten Tsjecho-Slowakije zijn er trams geleverd aan trambedrijven in de Sovjet-Unie, waaronder die van Moskou (180 stuks), Rostov aan de Don, Koejbysjev (nu Samara), Sverdlovsk (nu Jekaterinenburg), Kiev en Leningrad (nu Sint-Petersburg). De trams voor de Sovjet-Unie hadden geen middendeur en werden als T2SU gecatalogeerd.
De laatste T2's zijn buiten dienst gegaan in 2005, op de lijn Liberec - Jablonec in Tsjechië.

## Technisch
Net zoals de T1 is de T2 een PCC-car.

## Leveringen
| Staat             | Stad              | Type | Leveringsjaars | Aantal | Nummers    |        |
| ----------------- | ----------------- | ---- | -------------- | ------ | ---------- | ------ |
| Sovjet-Unie       | Kiev              | Т2SU | 1960-1962      | 50     | 5002-5051  | [ 1 ]  |
| Sovjet-Unie       | Koejbysjev        | Т2SU | 1958-1962      | 43     | 501-542    | [ 2 ]  |
| Sovjet-Unie       | Leningrad         | Т2SU | 1959           | 2      | 1001, 1003 | [ 3 ]  |
| Sovjet-Unie       | Moskou            | Т2SU | 1959-1962      | 180    | 301-480    | [ 2 ]  |
| Sovjet-Unie       | Rostov aan de Don | Т2SU | 1958-1959      | 40     | 321-360    | [ 3 ]  |
| Sovjet-Unie       | Sverdlovsk        | Т2SU | 1958-1962      | 65     | 301-367    | [ 3 ]  |
| Tsjecho-Slowakije | Bratislava        | Т2   | 1959-1962      | 66     | 201-266    | [ 4 ]  |
| Tsjecho-Slowakije | Brno              | Т2   | 1958-1962      | 94     | 401-494    | [ 5 ]  |
| Tsjecho-Slowakije | Košice            | T2   | 1958-1962      | 31     | 211-242    | [ 6 ]  |
| Tsjecho-Slowakije | Liberec           | T2   | 1959-1961      | 14     | 10-23      | [ 7 ]  |
| Tsjecho-Slowakije | Most–Litvínov     | T2   | 1961-1962      | 36     | 235-270    | [ 8 ]  |
| Tsjecho-Slowakije | Olomouc           | T2   | 1960-1961      | 4      | 111-114    | [ 9 ]  |
| Tsjecho-Slowakije | Ostrava           | T2   | 1958-1962      | 100    | 600-699    | [ 10 ] |
| Tsjecho-Slowakije | Pilsen            | T2   | 1960-1962      | 26     | 134-159    | [ 11 ] |
| Tsjecho-Slowakije | Praag             | T2   | 1955           | 2      | 1001-1002  | [ 12 ] |
| Tsjecho-Slowakije | Ústí nad Labem    | T2   | 1960-1962      | 18     | 151-168    | [ 13 ] |
| Som:              | Som:              | Som: | Som:           | 771    |            |        |

## Galerij

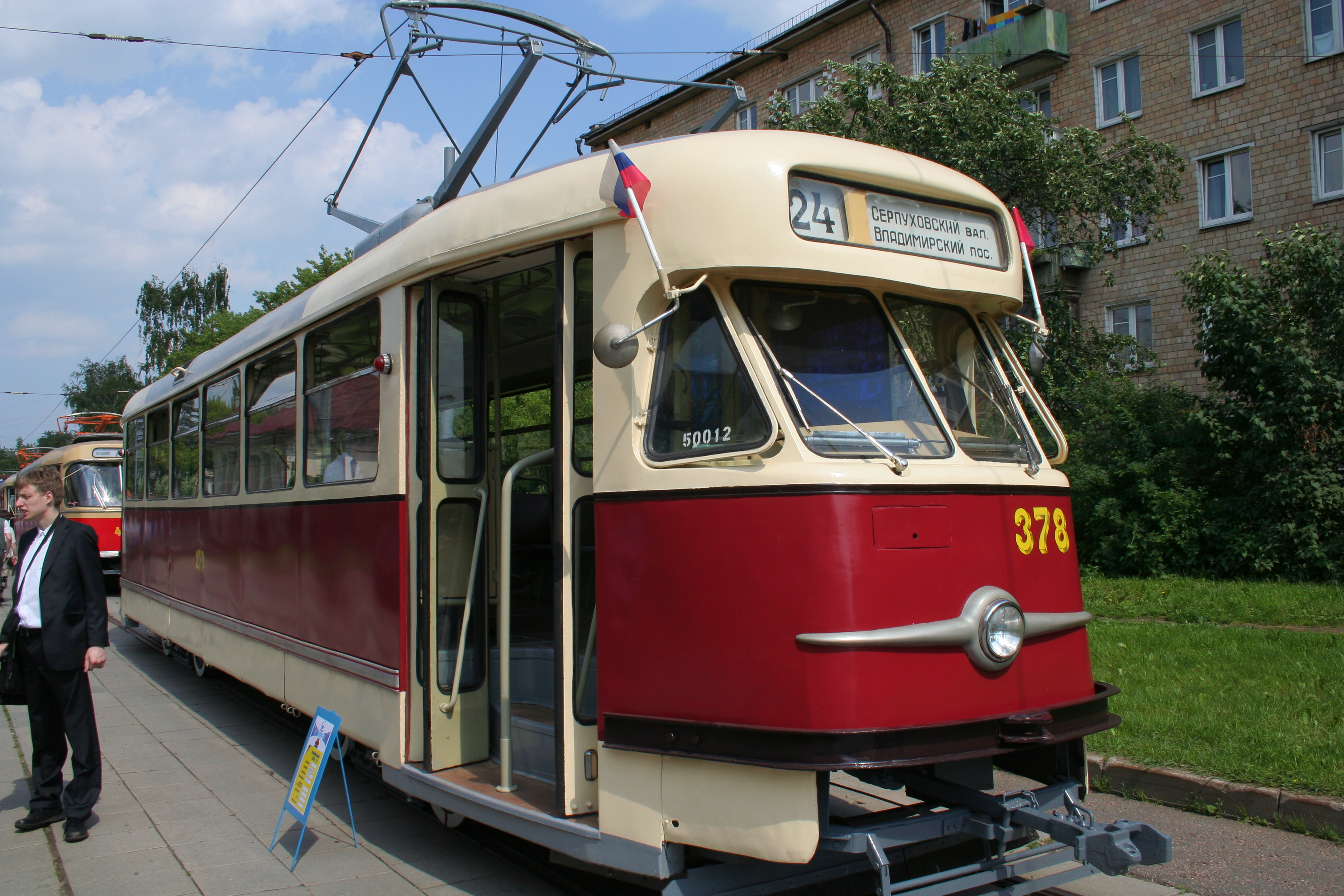
Historische Tatra T2 in Moskou
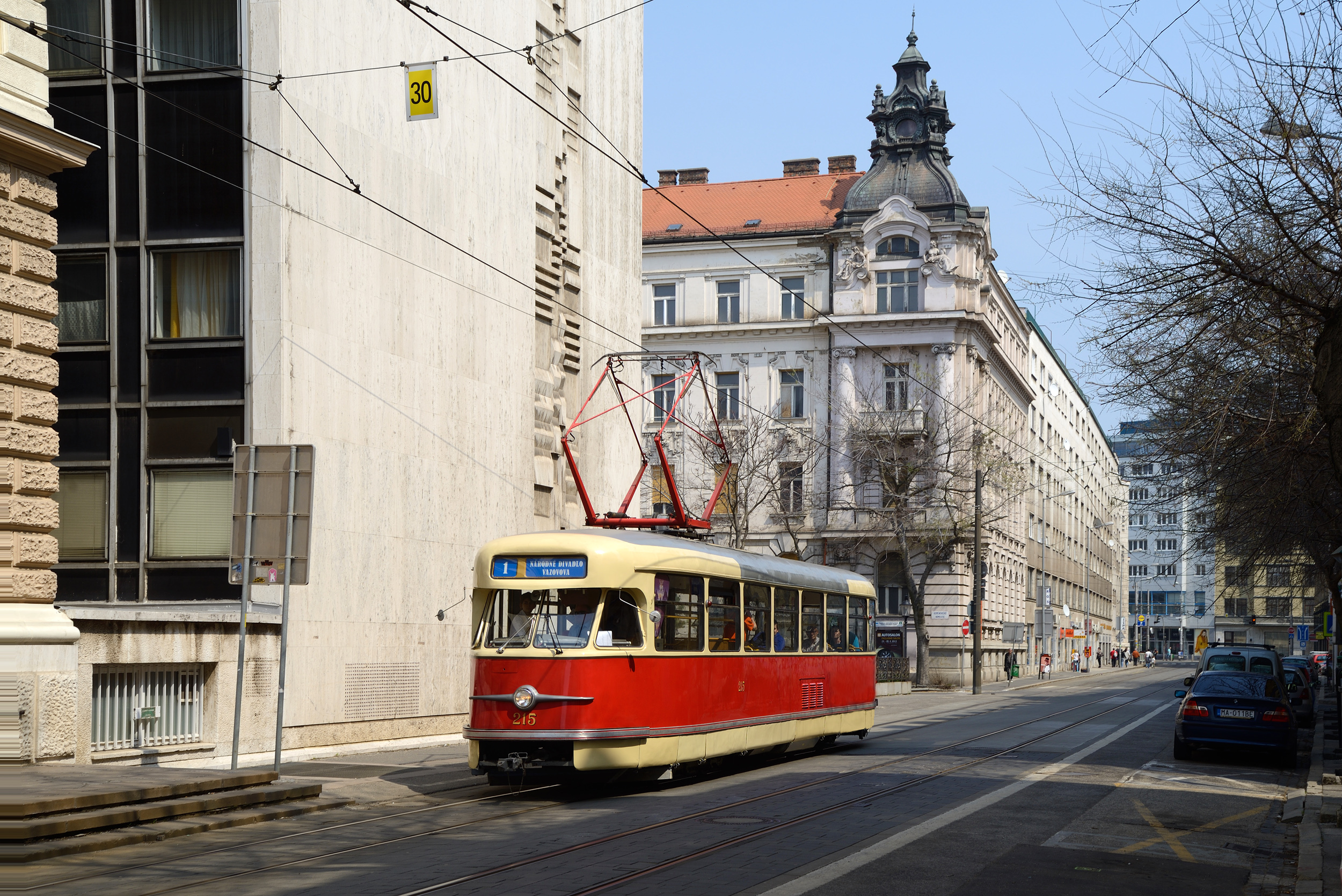
Tatra T2 in Bratislava
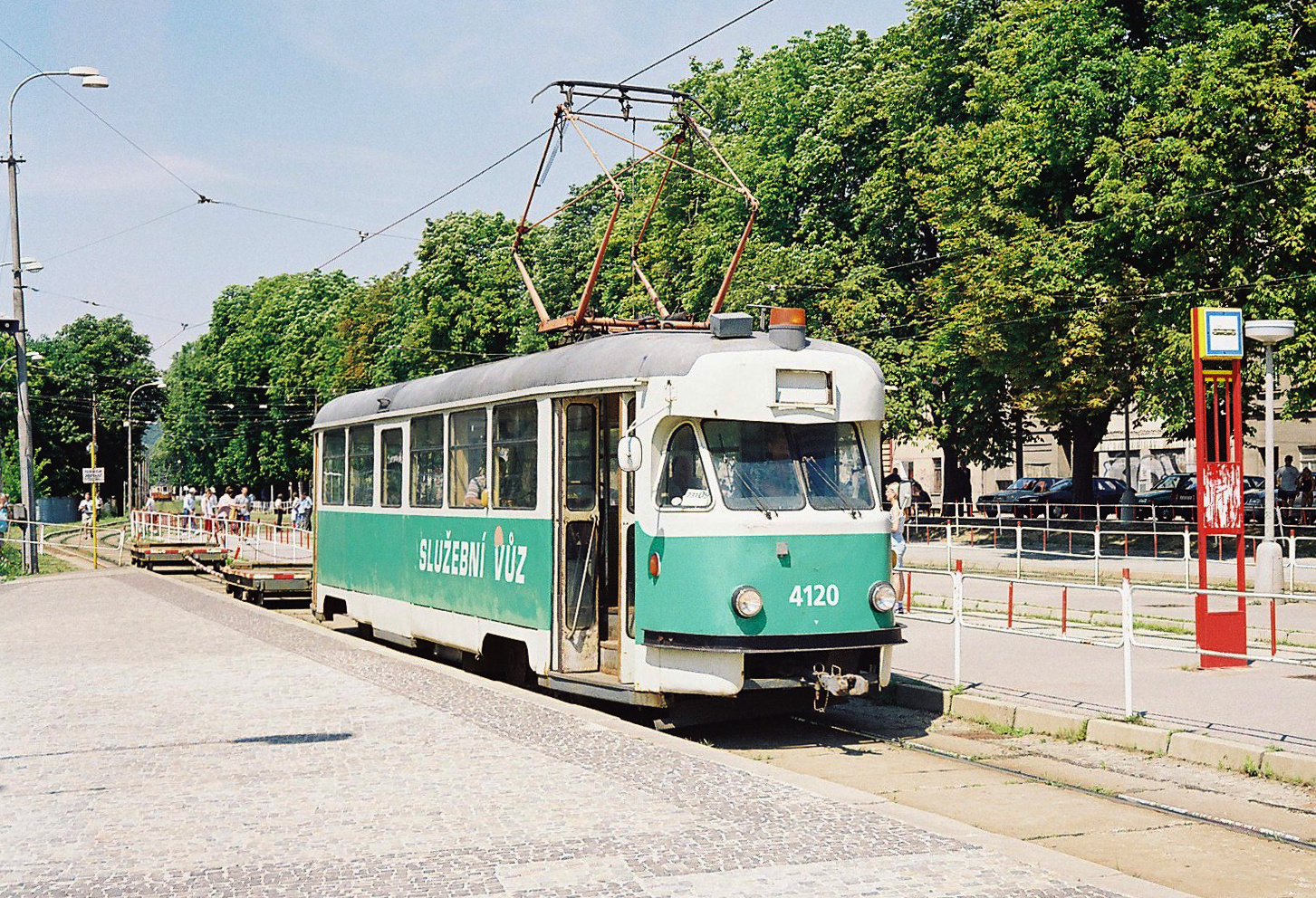
Tatra T2R in Brno